# Rada Vidović
Rada Vidović (in serbo Рaдa Видовић?; Sombor, 21 settembre 1979) è un'ex cestista montenegrina, guardia di 176 cm.

## Carriera
Nel 2003 ha preso parte alla FIBA Europe Cup for Women con il Vojvodina NIS-GAS. Dal 2004 al 2008 ha giocato nel campionato israeliano con il Ramat HaSharon, con cui ha disputato la FIBA Europe Cup Women e la EuroCup Women
È arrivata all'Acer Erg Priolo il 20 febbraio 2009.

## Statistiche
Dati aggiornati al 31 maggio 2009.
| Stagione        | Squadra         | Competizione | Partite | Partite | Partite | Statistiche tiro | Statistiche tiro | Statistiche tiro | Altre statistiche | Altre statistiche | Altre statistiche | Altre statistiche | Altre statistiche |
| Stagione        | Squadra         | Competizione | Pres.   | Titol.  | Minuti  | Tiri da 2        | Tiri da 3        | Liberi           | Rimb.             | Assist            | Rubate            | Stopp.            | Punti             |
| --------------- | --------------- | ------------ | ------- | ------- | ------- | ---------------- | ---------------- | ---------------- | ----------------- | ----------------- | ----------------- | ----------------- | ----------------- |
| 2008-2009       | Acer Erg Priolo | Serie A1     | 8       | 2       | 143     | 1/9              | 9/23             | 4/4              | 13                | 2                 | 9                 | 0                 | 33                |
| Totale carriera |                 |              |         |         |         |                  |                  |                  |                   |                   |                   |                   |                   |